# Episodi di Dragnet (serie televisiva 1951) (quinta stagione)
La quinta stagione della serie televisiva Dragnet è andata in onda negli Stati Uniti dal 1º settembre 1955 al 31 maggio 1956 sulla NBC.
| nº | Titolo originale   | Prima TV USA      |
| -- | ------------------ | ----------------- |
| 1  | The Big Pipe       | 1º settembre 1955 |
| 2  | The Big Chet       | 8 settembre 1955  |
| 3  | The Big No Rain    | 15 settembre 1955 |
| 4  | The Big Lift       | 22 settembre 1955 |
| 5  | The Big Confession | 29 settembre 1955 |
| 6  | The Big Gap        | 6 ottobre 1955    |
| 7  | The Big Look       | 13 ottobre 1955   |
| 8  | The Big Glasses    | 20 ottobre 1955   |
| 9  | The Big Bird       | 27 ottobre 1955   |
| 10 | The Big Laugh      | 3 novembre 1955   |
| 11 | The Big Smoke      | 10 novembre 1955  |
| 12 | The Big Bounce     | 17 novembre 1955  |
| 13 | The Big Shot       | 24 novembre 1955  |
| 14 | The Big Locker     | 1º dicembre 1955  |
| 15 | The Big Student    | 8 dicembre 1955   |
| 16 | The Big Genius     | 15 dicembre 1955  |
| 17 | The Big Reminisce  | 29 dicembre 1955  |
| 18 | The Big Tour       | 5 gennaio 1956    |
| 19 | The Big Sisters    | 12 gennaio 1956   |
| 20 | The Big Ruling     | 19 gennaio 1956   |
| 21 | The Big Fall Guy   | 26 gennaio 1956   |
| 22 | The Big Set        | 2 febbraio 1956   |
| 23 | The Big Child      | 9 febbraio 1956   |
| 24 | The Big Slug       | 16 febbraio 1956  |
| 25 | The Big Daughter   | 23 febbraio 1956  |
| 26 | The Big No Suicide | 1º marzo 1956     |
| 27 | The Big Siege      | 8 marzo 1956      |
| 28 | The Big Mama       | 15 marzo 1956     |
| 29 | The Big Revision   | 22 marzo 1956     |
| 30 | The Big Ex-Blonde  | 29 marzo 1956     |
| 31 | The Big Bobo       | 5 aprile 1956     |
| 32 | The Big Rush       | 12 aprile 1956    |
| 33 | The Big Setup      | 19 aprile 1956    |
| 34 | The Big Deal       | 26 aprile 1956    |
| 35 | The Big Wish       | 3 maggio 1956     |
| 36 | The Big Hat        | 10 maggio 1956    |
| 37 | The Big Housemaid  | 17 maggio 1956    |
| 38 | The Big Gift       | 24 maggio 1956    |
| 39 | The Big Salvage    | 31 maggio 1956    |

## The Big Pipe
- Diretto da:
- Scritto da:

### Trama
- Interpreti: Jack Webb (sergente Joe Friday), Dan Barton, Virginia Gregg (Minna Joyce), Bill Idelson, Kurt Martell, George Fenneman (annunciatore in apertura), Hal Gibney (annunciatore in chiusura)

## The Big Chet
- Diretto da:
- Scritto da:

### Trama
- Interpreti: Jack Webb (sergente Joe Friday), Jeanne Baird, Paul Burke, James Dobson, Nancy Moore, Fay Morley, Simon Scott, Helen Van Tuyl, George Fenneman (annunciatore in apertura), Hal Gibney (annunciatore in chiusura)

## The Big No Rain
- Diretto da:
- Scritto da:

### Trama
- Interpreti: Jack Webb (sergente Joe Friday), George Brand, Vivi Janiss, Anthony Lawrence, Celia Lovsky, George Fenneman (annunciatore in apertura), Hal Gibney (annunciatore in chiusura)

## The Big Lift
- Diretto da:
- Scritto da:

### Trama
- Interpreti: Jack Webb (sergente Joe Friday), Ben Alexander (ufficiale Frank Smith), Dan Barton (Arnold Leaming), Marian Richman (Anita Dorn), Kurt Martell (Boyd Cofflin), Alan Harris (Ross Grant), George Fenneman (annunciatore in apertura), Hal Gibney (annunciatore in chiusura)

## The Big Confession
- Diretto da:
- Scritto da:

### Trama
- Interpreti: Jack Webb (sergente Joe Friday), Ben Alexander (ufficiale Frank Smith), Art Balinger (capitano Glavas), Wanda Barbour, Frances Bavier (Hazel Howard), Robert Crosson (Thomas Stanford), William Johnstone (Arthur Stanford), Aaron Spelling (Bruce Marcus), June Whitley Taylor (Alice Kenwood), George Fenneman (annunciatore in apertura), Hal Gibney (annunciatore in chiusura)

## The Big Gap
- Diretto da:
- Scritto da:

### Trama
- Interpreti: Jack Webb (sergente Joe Friday), Ben Alexander (Off. Frank Smith), James Stone (Garfield Hunt), Lillian Powell (Ida Hunt), Peggy Webber (Peg Ruskin), Mel Ford (Fred Alpin), Don 'Red' Barry (Parker Cleaver), Frank Gerstle (Jake), Jay Lawrence (Ernest Wilcoxson), Roy Darmour (Uniformed Officer), George Fenneman (annunciatore in apertura), Hal Gibney (annunciatore in chiusura)

## The Big Look
- Diretto da:
- Scritto da:

### Trama
- Interpreti: Jack Webb (sergente Joe Friday), Ben Alexander (ufficiale Frank Smith), Walter Reed (Rudolf Mason), Michael Ann Barrett (Mrs. Madge Griffin), Jean Dean (Mrs. Milo Hudson), John Alvin (Victor Nadel), George Fenneman (annunciatore in apertura), Hal Gibney (annunciatore in chiusura)

## The Big Glasses
- Diretto da:
- Scritto da:

### Trama
- Interpreti: Jack Webb (sergente Joe Friday), Ben Alexander (ufficiale Frank Smith), Edward Keane (Alfred Shroder), Joyce McCluskey (Ella Ryburn), Don 'Red' Barry (Mike Armstrong), George Fenneman (annunciatore in apertura), Hal Gibney (annunciatore in chiusura)

## The Big Bird
- Diretto da:
- Scritto da:

### Trama
- Interpreti: Jack Webb (sergente Joe Friday), Ben Alexander (ufficiale Frank Smith), Paul Richards (Phil Baurch), George Chandler (Forrest Simple), William Boyett (Stanley Bushing), Robert Crosson (Sam Brighton), Howard Wendell (Jasper Biggs), Sally Corner (Nellie Diver), Jack Carol (Art Sward), Art Balinger (capitano Barnard), George Fenneman (annunciatore in apertura), Hal Gibney (annunciatore in chiusura)

## The Big Laugh
- Diretto da:
- Scritto da:

### Trama
- Interpreti: Jack Webb (sergente Joe Friday), Jane Burgess, Jack Kruschen, Peggy Maley, Alan Reynolds, George Fenneman (annunciatore in apertura), Hal Gibney (annunciatore in chiusura)

## The Big Smoke
- Diretto da:
- Scritto da:

### Trama
- Interpreti: Jack Webb (sergente Joe Friday), Richard Beach, Barbara Eiler, Richard Garland, Sheridan F. Hall Jr., Ben Morris, Olan Soule (Ray Pinker), George Fenneman (annunciatore in apertura), Hal Gibney (annunciatore in chiusura)

## The Big Bounce
- Diretto da:
- Scritto da:

### Trama
- Interpreti: Jack Webb (sergente Joe Friday), Dee Carroll, Jonathan Hole, Jean Howell, Ralph Montgomery, Helen Van Tuyl, George Fenneman (annunciatore in apertura), Hal Gibney (annunciatore in chiusura)

## The Big Shot
- Diretto da:
- Scritto da:

### Trama
- Interpreti: Jack Webb (sergente Joe Friday), Sally Corner, Bill Idelson, Junius Matthews, James Stone, William Vaughn, Hugh Ross Williamson, George Fenneman (annunciatore in apertura), Hal Gibney (annunciatore in chiusura)

## The Big Locker
- Diretto da:
- Scritto da:

### Trama
- Interpreti: Jack Webb (sergente Joe Friday), John Alvin, Jean Howell, Bill Idelson, Louise Lorimer, Than Wyenn, George Fenneman (annunciatore in apertura), Hal Gibney (annunciatore in chiusura)

## The Big Student
- Diretto da:
- Scritto da:

### Trama
- Interpreti: Jack Webb (sergente Joe Friday), Paul Burke, Peggy Maley, Simon Scott, William Tracy, George Fenneman (annunciatore in apertura), Hal Gibney (annunciatore in chiusura)

## The Big Genius
- Diretto da:
- Scritto da:

### Trama
- Interpreti: Jack Webb (sergente Joe Friday), Jeanne Dante, Jack Diamond, Tom Greenway, Alfred Linder, George Fenneman (annunciatore in apertura), Hal Gibney (annunciatore in chiusura)

## The Big Reminisce
- Diretto da:
- Scritto da:

### Trama
- Interpreti: Jack Webb (sergente Joe Friday), Montgomery Banta ((voice)), Mary Dean, George Fenneman (annunciatore in apertura), Hal Gibney (annunciatore in chiusura)

## The Big Tour
- Diretto da:
- Scritto da:

### Trama
- Interpreti: Jack Webb (sergente Joe Friday), Dorothy Baker, Art Balinger (capitano Glavas), Marvin Bryan, Taylor Measom, Marjie Millar (Sharon Maxwell), John Mitchum, Wally Ruth, Olan Soule (Ray Pinker), George Fenneman (annunciatore in apertura), Hal Gibney (annunciatore in chiusura)

## The Big Sisters
- Diretto da:
- Scritto da:

### Trama
- Interpreti: Jack Webb (sergente Joe Friday), John Beradino, Sally Corner, John Dako, Sarah Padden, George Fenneman (annunciatore in apertura), Hal Gibney (annunciatore in chiusura)

## The Big Ruling
- Diretto da:
- Scritto da:

### Trama
- Interpreti: Jack Webb (sergente Joe Friday), Monty Ash, Elsie Baker, Jack Finch, Sidney Gordon, Dennis McCarthy, Marjie Millar (Sharon Maxwell), George Fenneman (annunciatore in apertura), Hal Gibney (annunciatore in chiusura)

## The Big Fall Guy
- Diretto da:
- Scritto da:

### Trama
- Interpreti: Jack Webb (sergente Joe Friday), John Dennis, Paul Frees, Frank Kreig, Marvin Press, Marjorie Stapp (Norma Deveraeux), George Fenneman (annunciatore in apertura), Hal Gibney (annunciatore in chiusura)

## The Big Set
- Diretto da:
- Scritto da:

### Trama
- Interpreti: Jack Webb (sergente Joe Friday), Mary Dean, William Justine, William Kendis, Marjie Millar (Sharon Maxwell), Stafford Repp, Bob Rose, Walter Sande, Lorna Thayer, Don Turner, George Fenneman (annunciatore in apertura), Hal Gibney (annunciatore in chiusura)

## The Big Child
- Diretto da:
- Scritto da:

### Trama
- Interpreti: Jack Webb (sergente Joe Friday), Mary Jane Croft, Gail Kobe, Olan Soule (Ray Pinker), Kay Stewart, George Fenneman (annunciatore in apertura), Hal Gibney (annunciatore in chiusura)

## The Big Slug
- Diretto da:
- Scritto da:

### Trama
- Interpreti: Jack Webb (sergente Joe Friday), Harry Harvey, Marjie Millar (Sharon Maxwell), Noreen Nash, George Sawaya, Olan Soule (Ray Pinker), Elmore Vincent, Don Warren, Mack Williams, George Fenneman (annunciatore in apertura), Hal Gibney (annunciatore in chiusura)

## The Big Daughter
- Diretto da:
- Scritto da:

### Trama
- Interpreti: Jack Webb (sergente Joe Friday), Rodney Bell, Dennis Cross, Ruta Lee, Natalie Masters (Edith Barson), Gilman Rankin, George Fenneman (annunciatore in apertura), Hal Gibney (annunciatore in chiusura)

## The Big No Suicide
- Diretto da:
- Scritto da:

### Trama
- Interpreti: Jack Webb (sergente Joe Friday), Ben Alexander (ufficiale Frank Smith), Luana Anders (Anna Marie Harmon), Nora Bush, Mary Carroll, Kim Charney, Jill Donohue (Nina Draper), Gary Hunley, Louise Lewis, Ralph Neff, Quinn O'Hara (Tami Avalon), Don Ross, Mark Scott, Jefferson Dudley Searles, George Fenneman (annunciatore in apertura), Hal Gibney (annunciatore in chiusura)

## The Big Siege
- Diretto da:
- Scritto da:

### Trama
- Interpreti: Jack Webb (sergente Joe Friday), Maxine Cooper, Don Devlin, Douglas Kennedy, Richard Norris, Teri Robin, Don Warren, Chuck Webster, George Fenneman (annunciatore in apertura), Hal Gibney (annunciatore in chiusura)

## The Big Mama
- Diretto da:
- Scritto da:

### Trama
- Interpreti: Jack Webb (sergente Joe Friday), Barbara Bestar, Claudia Bryar, Stanley Farrar, Karen Steele, Yvonne White, George Fenneman (annunciatore in apertura), Hal Gibney (annunciatore in chiusura)

## The Big Revision
- Diretto da:
- Scritto da:

### Trama
- Interpreti: Jack Webb (sergente Joe Friday), Art Balinger (capitano Glavas), Gordon B. Clarke, Sam Gilman, Steve Masino, Les Mitchel, Helen Walker, Doug Wilson, George Fenneman (annunciatore in apertura), Hal Gibney (annunciatore in chiusura)

## The Big Ex-Blonde
- Diretto da:
- Scritto da:

### Trama
- Interpreti: Jack Webb (sergente Joe Friday), Montgomery Banta, Maxine Cooper, Art Gilmore (capitano Harry Didion), Jil Jarmyn, Michael O'Connell, Charles Watts, George Fenneman (annunciatore in apertura), Hal Gibney (annunciatore in chiusura)

## The Big Bobo
- Diretto da:
- Scritto da:

### Trama
- Interpreti: Jack Webb (sergente Joe Friday), Sidney Clute, Scott Douglas, Jacqueline Park, John Stephenson, Carol Veazie, George Fenneman (annunciatore in apertura), Hal Gibney (annunciatore in chiusura)

## The Big Rush
- Diretto da:
- Scritto da:

### Trama
- Interpreti: Jack Webb (sergente Joe Friday), Paul Brinegar, Mitchell Kowall, Mark Lowell, Joseph Mell, Jeanne Moody, John Pickard, Russell Trent, George Fenneman (annunciatore in apertura), Hal Gibney (annunciatore in chiusura)

## The Big Setup
- Diretto da:
- Scritto da:

### Trama
- Interpreti: Jack Webb (sergente Joe Friday), Richard Benedict, Tommy Cook, John Sebastian, Bob Wehling, George Fenneman (annunciatore in apertura), Hal Gibney (annunciatore in chiusura)

## The Big Deal
- Diretto da:
- Scritto da:

### Trama
- Interpreti: Jack Webb (sergente Joe Friday), Ben Alexander (ufficiale Frank Smith), Dick Ryan (Wilbur Evanston), Thomas E. Jackson (Joel Pennet), Eric Bond (Roger Grayson), Joseph Corey (Harry Larwill), Katherine Barrett (Mrs. Prescott), George Cisar (Tad Whitney), George Fenneman (annunciatore in apertura), Hal Gibney (annunciatore in chiusura)

## The Big Wish
- Diretto da:
- Scritto da:

### Trama
- Interpreti: Jack Webb (sergente Joe Friday), Jonathan Haze, Kip King, Gloria Ann Simpson, George Fenneman (annunciatore in apertura), Hal Gibney (annunciatore in chiusura)

## The Big Hat
- Diretto da:
- Scritto da:

### Trama
- Interpreti: Jack Webb (sergente Joe Friday), Bart Burns, Joseph Forte, John Goddard, George Offerman Jr., Charles Seel, Ralph Smiley, George Fenneman (annunciatore in apertura), Hal Gibney (annunciatore in chiusura)

## The Big Housemaid
- Diretto da:
- Scritto da:

### Trama
- Interpreti: Jack Webb (sergente Joe Friday), Mary Jane Croft, Grace Field, Jean Inness, Lenore Kingston, Joey Ray, George Fenneman (annunciatore in apertura), Hal Gibney (annunciatore in chiusura)

## The Big Gift
- Diretto da:
- Scritto da:

### Trama
- Interpreti: Jack Webb (sergente Joe Friday), Vance Skarstedt, Virginia Vincent, Dick Whittinghill (Beetle Buckingham), George Fenneman (annunciatore in apertura), Hal Gibney (annunciatore in chiusura)

## The Big Salvage
- Diretto da:
- Scritto da:

### Trama
- Interpreti: Jack Webb (sergente Joe Friday), Cliff Arquette (Charlie Weaver), Robert Christopher, Jean Dean, Claire Du Brey, Eddy King, Robert Nelson, Robert North, George Fenneman (annunciatore in apertura), Hal Gibney (annunciatore in chiusura)